# Wilhelm Landmann

Wilhelm Landmann in Couleur des Corps Stauffia Stuttgart, Berlin 1895

Wilhelm Landmann (* 25. Januar 1869 in Norden (Ostfriesland); † 2. Juli 1945 in Berlin-Zehlendorf) war ein deutscher Chemiker und Generaldirektor der WASAG (Westfälisch-Anhaltische Sprengstoff-Actien-Gesellschaft).

## Leben
Wilhelm Landmann stammte aus einer alten ostfriesischen Fabrikantenfamilie. Sein Vater Ludwig Landmann (1826–1887) war Teilhaber der Norder Eisenhütte. Nach dem Abitur im Jahre 1889 studierte er an zunächst an der Universität Breslau und von 1890 bis 1892 an der Technischen Hochschule Stuttgart Chemie, Hüttenkunde und Maschinenbau. In Stuttgart schloss er sich dem Corps Stauffia an. Nach einem Praktikum der Fürstlich Stolbergischen Hütte in Ilsenburg im Jahr 1893 setzte er seine Studien an der Technischen Hochschule Berlin und der Bergakademie Berlin fort, die er 1895 als Ingenieur-Chemiker abschloss.
1895 begann er seine berufliche Laufbahn als Laborchemiker im Werk Coswig der von Max Bielefeldt 1891 gegründeten WASAG, wo Grundchemikalien wie Schwefelsäure, Salpetersäure und Glycerin hergestellt wurden. 1896 wurde er zum Betriebschemiker und stellvertretenden Betriebsleiter und ein Jahr später zum Betriebsleiter des Werkes Reinsdorf bei Wittenberg ernannt. Hier wurden Dynamit, Salpeter, Schießbaumwolle, Westfalit, Sprengsalpeter und andere Sprengstoffchemikalien hergestellt. 1899 wurde in der Hauptverwaltung Direktionsassistent und erhielt Prokura. Von 1907 bis 1936 war er Generaldirektor der WASAG als Nachfolger von Max Bielefeldt.
In dieser Zeit war er auch stellvertretender Vorsitzender des Aufsichtsrates der G. Neukranz AG, Salzwedel, der Meyer & Riemann Chemische Werke AG, Hannover-Linden, der Süddeutsche Sprengstoffwerke AG, München, und der Zünderwerke Ernst Brün AG, Krefeld-Linn. Nach Ende seiner Tätigkeit als Generaldirektor der WASAG gehörte er noch dem Aufsichtsrat der 1942 aus der WASAG ausgegliederten WASAG-Chemie an.
1941 bestimmte er sein Vermögen zur posthumen Gründung der nach ihm benannten Dr. Wilhelm Landmann-Stiftung zur Unterstützung bedürftiger Mitarbeiter der WASAG und WASAG-Chemie. Die Stiftung nahm ihre Tätigkeit 1954 auf und wurde 2009 in die WASAG-Stiftung für Studiumsförderung überführt.
Neben der wirtschaftlich-technischen Expansion der WASAG durch den Bau neuer Werke und der Akquisition bestehender Unternehmen wurden unter der Führung von Wilhelm Landmann anwendungssichere und wetterfeste Sprengstoffe entwickelt, die sich wegen ihrer Frost-, Schlagwetter- und Kohlenstaubsicherheit sowie ihrer Raucharmut durchsetzten. In den von ihm geleiteten Laboratorien und Versuchsanstalten wurden, gerade in der Zeit nach dem Ersten Weltkrieg, entscheidende Beiträge zur Weiterentwicklung der modernen zivilen Sprengstoffindustrie erbracht.

## Ehrungen
- 1928 wurde Landmann von der Technischen Hochschule Stuttgart die Würde eines Doktor-Ingenieurs ehrenhalber verliehen.